# Sainghin-en-Weppes
Sainghin-en-Weppes (ndl.: "Sengin") ist eine französische Gemeinde mit 5663 Einwohnern (Stand: 1. Januar 2022) im Nord in der Region Nord-Pas-de-Calais. Sie gehört zum Arrondissement Lille und zum Kanton Annœullin. Die Einwohner werden Sainghinois genannt.

## Geographie
Die Gemeinde Sainghin-en-Weppes liegt etwa 17 Kilometer südwestlich von Lille. Umgeben wird Sainghin-en-Weppes von den Nachbargemeinden Fournes-en-Weppes im Norden, Wavrin im Osten, Don im Südosten, Annœullin im Süden, Billy-Berclau und Bauvin im Südwesten, Marquillies im Westen und Wicres im Nordwesten. Der südliche Zipfel der Gemeinde grenzt an das Département Pas-de-Calais und reicht bis an die kanalisierte Deûle. Zu Sanghin-en-Weppes gehören die Ortsteile Hocron, Nouveau Monde und Bout-de-la-Ville.

## Bevölkerungsentwicklung
| Jahr                       | 1962 | 1968 | 1975 | 1982 | 1990 | 1999 | 2009 | 2021 |
| Einwohner                  | 4070 | 4235 | 5270 | 5010 | 5119 | 5137 | 5475 | 5641 |
| Quellen: Cassini und INSEE |      |      |      |      |      |      |      |      |

## Sehenswürdigkeiten
- Kirche Saint-Pierre
- Rathaus
- Bahnhof Don-Sainghin

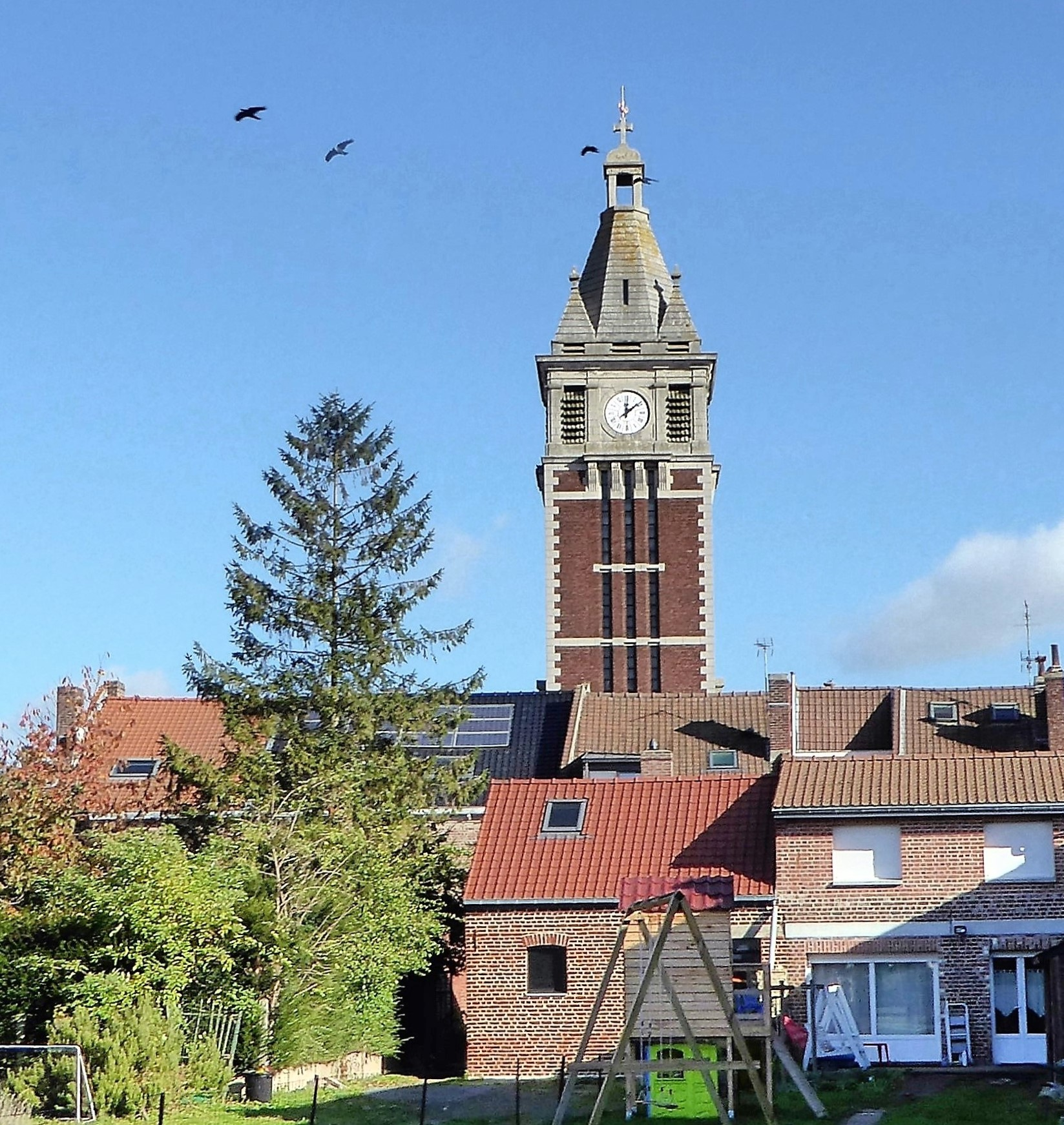
Turm der Kirche Saint-Pierre
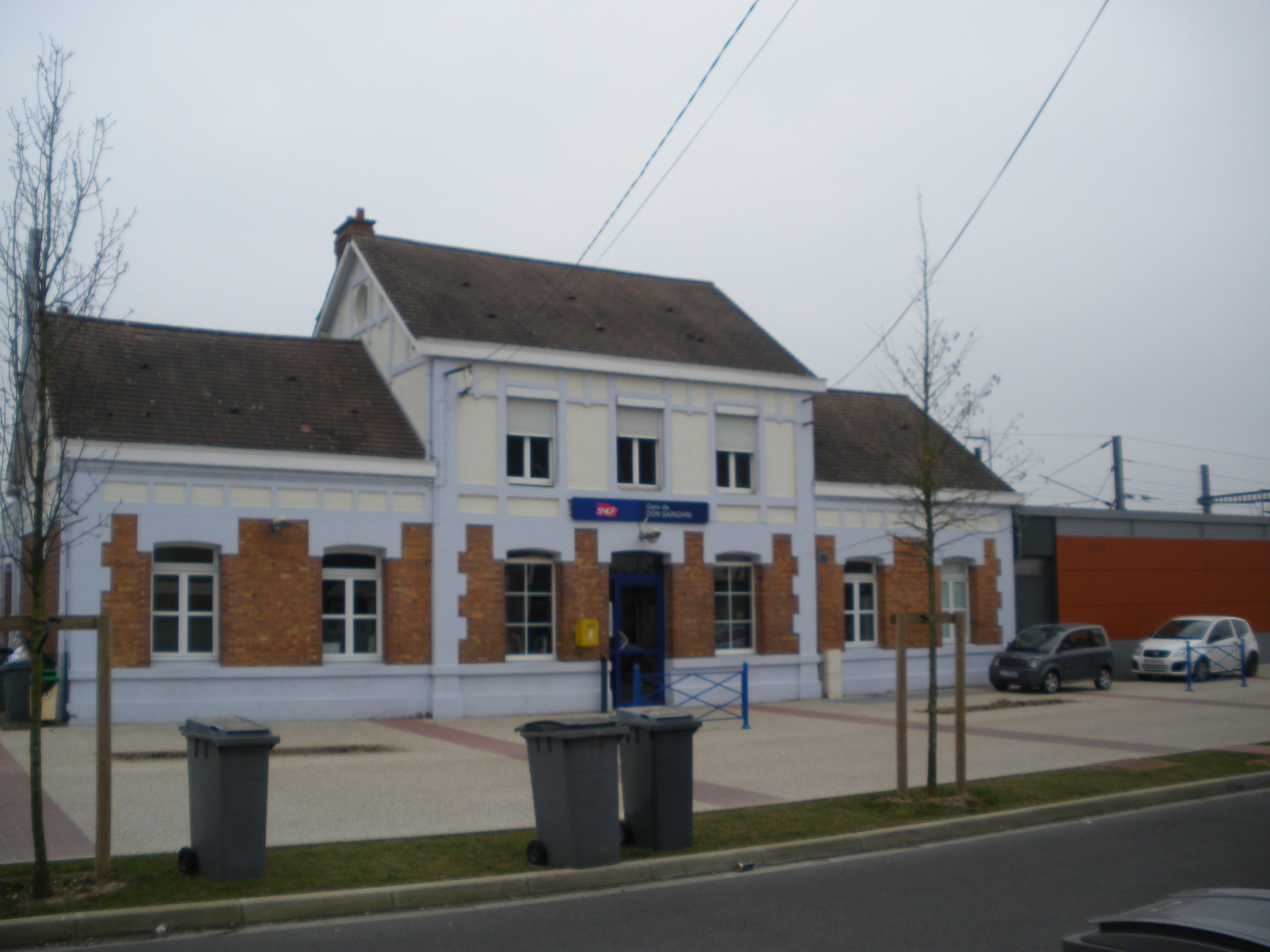
Bahnhof Don-Sainghin